# Tangil
Tangil ist eine Gemeinde (Freguesia) im nordportugiesischen Kreis Monção.

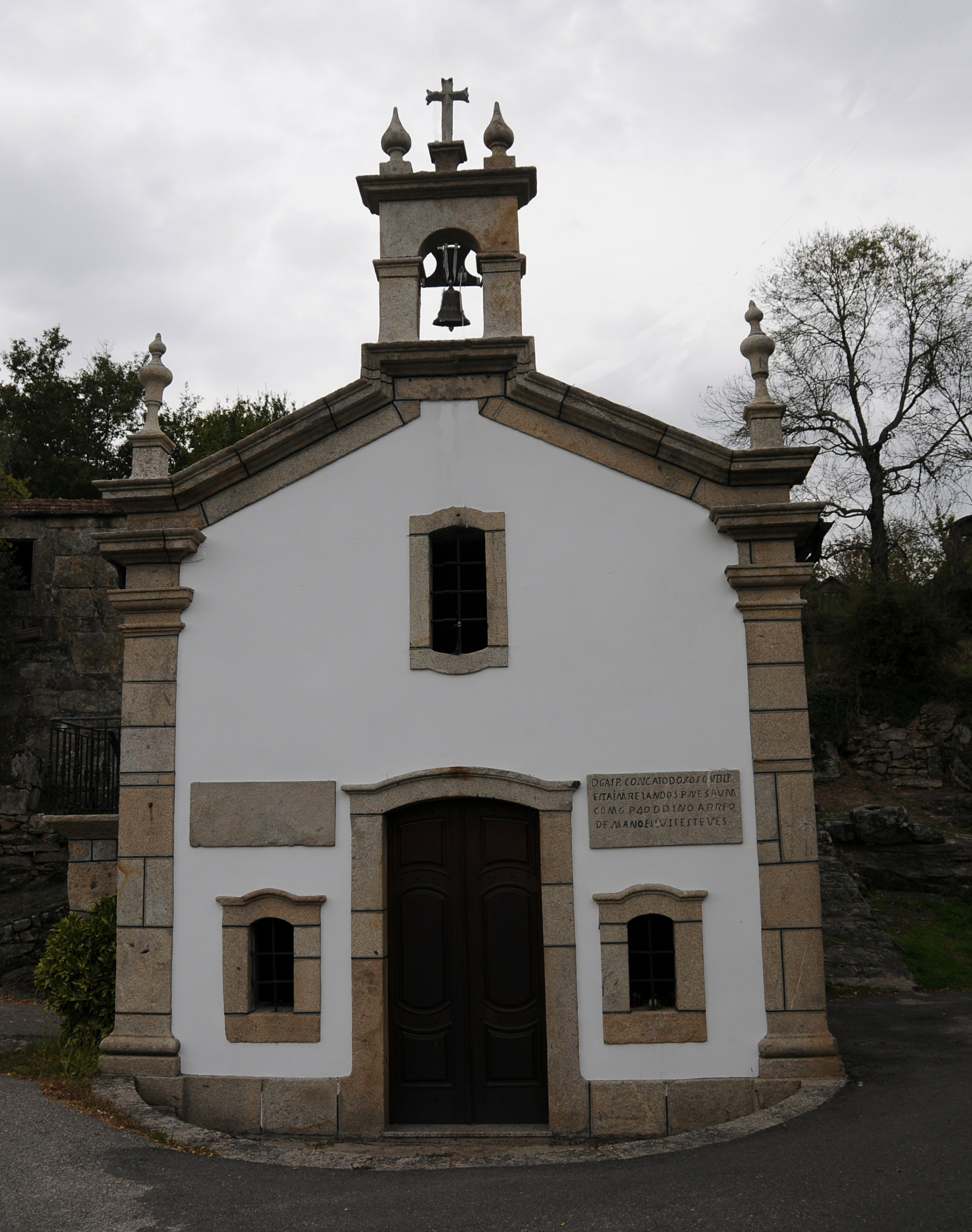
Capela do Senhor do Juízo Final in Tangil

 In ihr leben 629 Einwohner (Stand 19. April 2021).